# Menglon
Menglon é uma comuna francesa na região administrativa de Auvérnia-Ródano-Alpes, no departamento de Drôme. Estende-se por uma área de 36,47 km². Em 2010 a comuna tinha 540 habitantes (densidade: 14,8 hab./km²).